# Championnats d'Europe de gymnastique rythmique 1978
Navigation
Édition suivante
Les championnats d'Europe de gymnastique rythmique 1978, première édition des championnats d'Europe de gymnastique rythmique, ont eu lieu du 10 octobre 1978 au 12 octobre 1978 à Madrid, en Espagne.

## Médaillées
| Épreuve                      | Or                     | Argent                                       | Bronze                  |
| ---------------------------- | ---------------------- | -------------------------------------------- | ----------------------- |
| Finales individuelles senior |                        |                                              |                         |
| Concours général individuel  | Galina Shugurova (URS) | Irina Deriugina (URS)                        | Susana Mendizábal (ESP) |
| Corde                        | Galina Shugurova (URS) | Irina Deriugina (URS)                        | Christine Gurova (BUL)  |
| Ballon                       | Irina Deriugina (URS)  | Galina Shugurova (URS)                       | Christine Gurova (BUL)  |
| Ruban                        | Galina Shugurova (URS) | Daniela Bošanská (TCH) Irina Deriugina (URS) | Non décernée            |
| Finales en groupe senior     |                        |                                              |                         |
| Concours général en groupe   | Bulgarie               | Union soviétique                             | Tchécoslovaquie         |